# Distretto di Huaraz
Il distretto di Huaraz è un distretto del Perù nella provincia di Huaraz (regione di Ancash) con 56.186 abitanti al censimento 2007 dei quali 50.377 urbani e 5.809 rurali.
È stato istituito fin dall'indipendenza del Perù.